# Trick Me
Trick Me è un singolo di Kelis pubblicato nel 2004 da Virgin Records in formato 7", 12" e CD, secondo estratto dall'album Tasty del 2003.

## Descrizione
Scritto e prodotto da Dallas Austin, il singolo rappresenta il secondo maggior successo di Kelis in Europa, dopo l'enorme successo di Milkshake.
Il video musicale prodotto per Trick Me è stato diretto dal regista Little X ed è stato trasmesso per la prima volta il 10 maggio 2004.

## Tracce
CD UK ed Europa
1. Trick Me (Album Version) – 3:26
2. Milkshake (Remix featuring Pharrell and Pusha T from Clipse) – 4:46

CD UK e Australia, EP digital download
1. Trick Me (Album Version) – 3:26
2. Trick Me (Mac & Toolz Extended Remix) – 4:31
3. Trick Me (Artificial Intelligence Remix) – 5:54
4. Trick Me (Adam Freeland Remix) – 7:27
5. Trick Me (E Smoove House Trick) – 7:42

12" UK
1. Trick Me (Album Version) – 3:26
2. Trick Me (Mac & Toolz Extended Remix) – 4:31
3. Trick Me (Artificial Intelligence Remix) – 5:54
4. Trick Me (Adam Freeland Remix) – 7:27

## Classifiche
| Classifica (2004)                                 | Posizione più alta |
| ------------------------------------------------- | ------------------ |
| Australia                                         | 5                  |
| Austria                                           | 6                  |
| Belgio (Fiandre)                                  | 8                  |
| Belgio (Vallonia)                                 | 18                 |
| Danimarca                                         | 7                  |
| Paesi Bassi                                       | 3                  |
| Europa                                            | 5                  |
| Francia                                           | 20                 |
| Germania                                          | 10                 |
| Ungheria                                          | 1                  |
| Irlanda                                           | 4                  |
| Italia                                            | 9                  |
| Nuova Zelanda                                     | 3                  |
| Norvegia                                          | 5                  |
| Romania                                           | 1                  |
| Russia                                            | 7                  |
| Svezia                                            | 24                 |
| Svizzera                                          | 8                  |
| Regno Unito                                       | 2                  |
| U.S. Billboard Bubbling Under R&B/Hip-Hop Singles | 7                  |

## Cover
- Il gruppo inglese indie rock Reverend and the Makers ha interpretato una cover del brano durante una trasmissione radiofonica.
- Le Girls Aloud l'hanno interpretata spesso dal vivo durante il loro tour del 2008.